# Despăgubiri de război
Reparațiile / despăgubirile de război (din limba latină reparatio) este o formă de recunoaștere a răspunderii materiale a unui subiect de drept internațional pentru distrugerile provocate unui alt subiect al dreptului internațional printr-o agresiune condamnată de același drept internațional. În particular, este vorba de compensațiile plătite de un stat în virtutea unui tratat de pace, ca urmare a distrugerilor și pierderilor provocate în timp de război. Valoarea reparațiilor trebuie să fie stabilite pe baza principiului proporționalității, cu respectarea valorii daunelor produse. Plata despăgubirilor se poate face în numerar sau în bunuri, iar, mai rar, prin anexarea de teritorii de către puterile învingătoare în dauna celor învinse, care plătesc reparații. 
Din punct de vedere juridic, s-a discutat pentru prima dată despre plata „despăgubirilor de război” în Tratatul de la Versailles și a tratatelor următoare, prin care s-a stabilit responsabilitatea Germaniei și a aliaților ei pentru pierderile materiale și umane suportate de țările Antantei. 